# 湯姆·馬利諾夫斯基
托马斯·“汤姆”·P·馬利諾夫斯基（英語：：/ˌmælɪˈnaʊskiː/；1965年9月23日—），是一位美國政治人物和外交官，前民主黨籍聯邦眾議員代表新澤西州第七國會選區，曾擔任民主、人權暨勞工局助卿。
馬利諾夫斯基是唐納德·川普的直言不諱的反對者，於2018年首次當選，以5個百分點的優勢擊敗共和黨現任議員倫納德·蘭斯。2020年，以微弱優勢擊敗新澤西州參議院少數黨領袖小托馬斯·基恩。，在2022年選舉中，基恩擊敗馬利諾夫斯基。

## 外部連結
- 湯姆·馬利諾夫斯基的X（前Twitter）

- 美國國會國家人物傳記大辭典中的傳記
- 由華盛頓郵報維護的投票記錄
- 智慧投票计划中的傳記、投票紀錄及利益集團評級
- 聯邦選舉委員會中的競選財務報告和數據
- C-SPAN內的頁面（英文）